# Hadifogoly magyarok története
A Hadifogoly magyarok története egy 20. század első felében megjelent nagy terjedelmű magyar nyelvű történelmi mű volt, szerkesztője Pilch Jenő.
Az 1930-ban az Athenaeum Irodalmi és Nyomdai Rt. jóvoltából szerkesztésében megjelent, összességében mintegy 1000 oldal terjedelmű, 2 kötetes, díszes borítójú, nagy képanyaggal rendelkező mű egy népszerűsítő történelmi munka az első világháború magyar hadifoglyairól. A műnek reprint kiadása nincs, elektronikus formában az Arcanum honlapján érhető el: 
- I. kötet,
- II. kötet.